# هرچه می‌خواهد باشد
هرچه می‌خواهد باشد نام دوازدهمین قسمت مجموعه تلویزیونی لاست است.

## نام
دلیل نامگذاری این قسمت پیدا کردن کیف از هواپیما توسط کیت و ساویر است که و اینکه آن‌ها سعی می‌کنند آن را باز کنند «هرچه می‌خواهد باشد».

## داستان
در این قسمت کیت و ساویر به شنا در دریاچه‌ای می‌پردازند و کیفی پر از اسلحه پیدا می‌کنند، همچنین کیت گذشته‌اش و دزدی‌ها و کارهای ناشایسته‌ای را که انجام می‌داده است به خاطر می‌آورد.